# Gerardina Jacoba van de Sande Bakhuyzen
Gerardina Jacoba van de Sande Bakhuyzen (La Haya, 27 de julio de 1827 – La Haya, 19 de septiembre de 1895), fue una pintora del siglo XIX de los Países Bajos.

## Biografía
Nació en La Haya hija del pintor Hendrik van de Sande Bakhuyzen y Sophia Wilhelmine Kiehl. Es conocida por sus bodegones de flores y fruta.
En 1904, Clara Erskine Clement escribió sobre ella: «medalla de Plata en La Haya 1857; medalla de honor en Ámsterdam, 1861; otra en La Haya de 1863; y una medalla de distinción en la Exposición Colonial de Ámsterdam del año 1885». Desde la infancia pintó flores, y por un tiempo esto no causó una especial impresión en su familia o amigos, ya que no era una ocupación rara para chicas. Finalmente su padre vio que esta hija, Gerardina tenía talento, —tenía numerosas hijas y todas ellas querían ser artistas— y cuándo, en 1850, la Academia Minerva de Groningen convocó el concurso de "Rosas y Dahlias"  y ofreció un premio de un poco más de diez dólares para la mejor obra, animó a Gerardina a participar en el concurso. Recibió la mínima recompensa ofrecida, y se encontró, con asombro, que la Academia Minerva consideró el cuadro de su pertenencia.